# 沉缸酒
沉缸酒是中国福建省龙岩市特产酒，有近200年歷史，因釀酒過程中酒缸會反覆沉浮而得名。屬於红曲甜型黄酒，酒度20°，含糖量20%。龙岩沉缸酒于1979年被评为中国十八大名酒。